# Hrabstwo Chouteau
Hrabstwo Chouteau (ang. Chouteau County) – hrabstwo w stanie Montana w Stanach Zjednoczonych. Według szacunków United States Census Bureau w roku 2023 miało 5847 mieszkańców. Siedzibą hrabstwa jest Fort Benton. Hrabstwo jest domem dla jednego z siedmiu rezerwatów indiańskich w stanie Montana – Rocky Boy's Indian Reservation.

## Miasta
- Big Sandy
- Fort Benton
- Geraldine

## CDP
- Boneau
- Carter
- Highwood
- Loma
- Parker School
- Rocky Boy West

## Sąsiednie hrabstwa
- Hrabstwo Liberty – północ
- Hrabstwo Hill – północ
- Hrabstwo Blaine – wschód
- Hrabstwo Fergus – południowy wschód
- Hrabstwo Judith Basin – południe
- Hrabstwo Cascade – południe
- Hrabstwo Teton – zachód
- Hrabstwo Pondera – północny zachód

## Demografia
Według danych pięcioletnich z 2022 roku, 76,2% mieszkańców stanowiła ludność biała nielatynoska, 16,4% rdzenna ludność Ameryki, 4,2% było rasy mieszanej, 3% to Latynosi jakiejkolwiek rasy, 0,44% Azjaci i 0,14% to ludność czarna lub Afroamerykanie.
Średni dochód gospodarstwa domowego (dane z 2022) w hrabstwie wynosi 51 791 dolarów, zaś dochód na mieszkańca 28 980 dolarów. 15,9% mieszkańców żyje poniżej relatywnej granicy ubóstwa.

## Religia
W 2020 roku zdecydowanie największą grupą religijną w hrabstwie są katolicy. Kilkanaście procent mieszkańców deklaruje członkostwo w kościołach protestanckich (w tym około 100 huterytów). 3,6% mieszkańców to mormoni.